# Vemakylindrus oxycanthus
Vemakylindrus oxycanthus is een zeekommasoort uit de familie van de Diastylidae. De wetenschappelijke naam van de soort is voor het eerst geldig gepubliceerd in 1988 door Gamo.